# Benjamin Jullien

a Compétitions nationales et continentales officielles uniquement.

b Matchs officiels uniquement.
Benjamin Jullien, né le 1er mars 1995 à Avignon (France), est un joueur de rugby à XIII français évoluant au poste de centre ou de deuxième ligne. Il fait ses débuts en Super League avec les Wolves de Warrington lors de la saison 2016. Il a revêtu également le maillot de la France à partir de 2015.

## Biographie

### Débuts
Né à Avignon, Benjamin Jullien découvre le rugby à XIII à Barbentane dans un village des Bouches-du-Rhône. Sa mère, Isabelle Charmasson, est arbitre de rugby à XIII et son frère, Fabien Jullien, a été international cadet de rugby à XIII. Il rejoint ensuite le club d'Avignon en cadets puis le pôle espoirs de Salon-de-Provence.
Il effectue un séjour de six mois en juillet 2013 en Australie dans le club des Seagulls de Wynnum-Manly, équipe réserve des Broncos de Brisbane.
De retour en France en 2014, il dispute le Championnat de France avec Avignon jusqu'en 2015 où cette fois-ci il rejoint le club gallois des Crusaders de North Wales en League 1, troisième échelon du Championnat d'Angleterre. Ses performances sont remarquées par le club de Super League des Wolves de Warrington qui le recrute pour les saisons 2016 et 2017.

### Séjour à Warrington
Ses deux années à Warrington sont globalement réussis avec plus de trente rencontres de Super League, il effectue également des piges dans son équipe réserve des Hornets de Rochdale en Championship, second échelon du Championnat d'Angleterre. Il est parallèlement retenu dans la liste des vingt-quatre joueurs sélectionnés pour disputer la Coupe du monde 2017 où il prend aux trois rencontres de l'équipe de France en tant que titulaire contre le Liban, l'Australie et l'Angleterre.

### Arrivée aux Dragons Catalans
Fin 2017, il exprime le souhait de revenir en France, l'unique club français de Super League, les Dragons Catalans, exprime vite son intérêt et parvient à un accord avec Warrington pour que Benjamin Jullien rejoigne le club basé à Perpignan.

## Palmarès
- Collectif :
  - Vainqueur de la Coupe d'Europe : 2018 ( France)
  - Vainqueur de la Challenge Cup : 2018 (Dragons Catalans).
  - Finaliste de la Super League : 2021 (Dragons Catalans).

### Détails en sélection
| 1.  | 22 mai 2015      | Serbie         | 68-8  | Amical         | Centre         | 4 | 1 | - | - |
| 2.  | 17 octobre 2015  | Irlande        | 31-14 | Coupe d'Europe | Centre         | - | - | - | - |
| 3.  | 24 octobre 2015  | Angleterre     | 4-84  | Amical         | Centre         | - | - | - | - |
| 4.  | 30 octobre 2015  | Pays de Galles | 6-14  | Coupe d'Europe | Remplaçant     | - | - | - | - |
| 5.  | 7 novembre 2015  | Écosse         | 32-18 | Amical         | Centre         | - | - | - | - |
| 6.  | 22 octobre 2016  | Angleterre     | 6-40  | Amical         | Deuxième ligne | - | - | - | - |
| 7.  | 13 octobre 2017  | Jamaïque       | 34-12 | Amical         | Deuxième ligne | 4 | 1 | - | - |
| 8.  | 29 octobre 2017  | Liban          | 18-29 | Coupe du monde | Deuxième ligne | - | - | - | - |
| 9.  | 3 novembre 2017  | Australie      | 6-52  | Coupe du monde | Deuxième ligne | - | - | - | - |
| 10. | 12 novembre 2017 | Angleterre     | 6-36  | Coupe du monde | Centre         | - | - | - | - |
| 11. | 17 octobre 2018  | Angleterre     | 6-44  | Amical         | Deuxième ligne | - | - | - | - |
| 12. | 27 octobre 2018  | pays de Galles | 54-18 | Coupe d'Europe | Deuxième ligne | - | - | - | - |
| 13. | 3 novembre 2018  | Irlande        | 24-10 | Coupe d'Europe | Deuxième ligne | - | - | - | - |
| 14. | 10 novembre 2018 | Écosse         | 28-10 | Coupe d'Europe | Deuxième ligne | - | - | - | - |
| 15. | 24 octobre 2021  | Angleterre     | 10-30 | Test-match     | Centre         | - | - | - | - |
| 16. | 19 juin 2022     | Pays de Galles | 34-10 | Test-match     | Deuxième ligne | 4 | 1 | - | - |
| 17. | 17 octobre 2022  | Grèce          | 34-12 | Coupe du monde | Deuxième ligne | 8 | 2 | - | - |
| 18. | 22 octobre 2022  | Angleterre     | 18-42 | Coupe du monde | Centre         | - | - | - | - |
| 19. | 30 octobre 2022  | Samoa          | 4-62  | Coupe du monde | Deuxième ligne | - | - | - | - |

### En club
| Saison    | Club                  | Compétition           | Matchs | Points | Essais | Goals | Drops |
| --------- | --------------------- | --------------------- | ------ | ------ | ------ | ----- | ----- |
| 2015      | North Wales Crusaders | League 1              | 7      | 24     | 6      | -     | -     |
| 2016      | Rochdale Hornets      | Championship          | 4      | 16     | 4      | -     | -     |
| 2016      | Warrington Wolves     | Super League          | 12     | 4      | 1      | -     | -     |
| 2016      | Warrington Wolves     | Challenge Cup         | 1      | 8      | 2      | -     | -     |
| 2017      | Rochdale Hornets      | Championship          | 1      | 4      | 1      | -     | -     |
| 2017      | Warrington Wolves     | Super League          | 21     | 12     | 3      | -     | -     |
| 2017      | Warrington Wolves     | Challenge Cup         | 2      | -      | -      | -     | -     |
| 2018      | Dragons Catalans      | Super League          | 25     | 28     | 7      | -     | -     |
| 2018      | Dragons Catalans      | Challenge Cup         | 4      | -      | -      | -     | -     |
| 2019      | Dragons Catalans      | Super League          | 16     | -      | -      | -     | -     |
| 2019      | Dragons Catalans      | Challenge Cup         | 1      | -      | -      | -     | -     |
| 2020      | Dragons Catalans      | Super League          | 10     | 8      | 2      | -     | -     |
| 2020      | Dragons Catalans      | Challenge Cup         | 2      | -      | -      | -     | -     |
| 2021      | Dragons Catalans      | Super League          | 13     | 20     | 5      | -     | -     |
| 2022      | Dragons Catalans      | Super League          | 15     | 8      | 2      | -     | -     |
| 2022      | Dragons Catalans      | Challenge Cup         | 2      | -      | -      | -     | -     |
| 2021      | Dragons Catalans      | Super League          | 13     | 20     | 5      | -     | -     |
| 2021-2022 | Pia                   | Championnat de France | 7      | 4      | 1      | -     | -     |